# Wojszyn (województwo lubelskie)

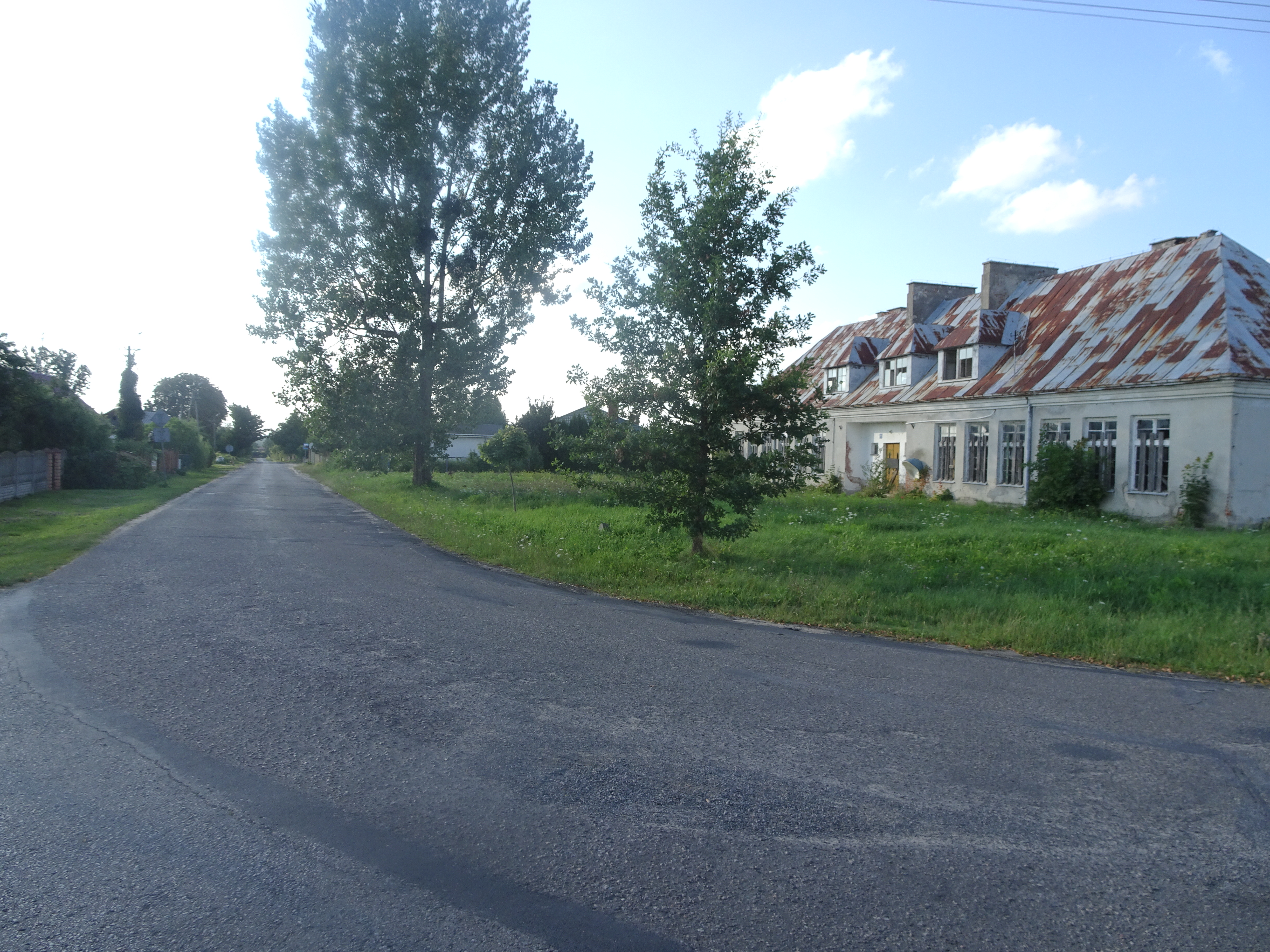
Nieczynna szkoła

Wojszyn – wieś w Polsce położona w województwie lubelskim, w powiecie puławskim, w gminie Janowiec. Południowo-wschodnią granicę wsi wyznacza rzeka Wisła, która oddziela Wojszyn od Kazimierza Dolnego.
W latach 1975–1998 miejscowość należała administracyjnie do ówczesnego województwa lubelskiego.
Wieś stanowi sołectwo gminy Janowiec. Według Narodowego Spisu Powszechnego z roku 2011 wieś liczyła 662 mieszkańców.
| SIMC    | Nazwa  | Rodzaj    |
| ------- | ------ | --------- |
| 0381433 | Dworek | część wsi |

W Wojszynie znajduje się remiza OSP. Do 2000 istniała także szkoła.
W 2013 roku w Wojszynie planowana była budowa boiska wielofunkcyjnego (w ramach rządowego programu „Orlik”) oraz urządzenie placu zabaw dla dzieci i skwerku dla spotkań młodzieży (nie zrealizowano).
Wieś królewska położona była w drugiej połowie XVI wieku w powiecie lubelskim województwa lubelskiego. Jeszcze do połowy XX wieku pomiędzy Wojszynem (tzw. Starej Wsi) a Kazimierzem Dolnym kursował prom na Wiśle (łodzie wiosłowe). 
Wierni Kościoła rzymskokatolickiego należą do parafii św. Stanisława Biskupa i św. Małgorzaty w Janowcu.